# Intereuodynerus fritzi
Intereuodynerus fritzi  (лат.) — вид одиночных ос (Eumeninae).

## Распространение
Юго-Западная Азия: Сирия, Турция.

## Описание
Длина осы 10 мм. По некоторым признакам напоминает одиночных ос вида Intereuodynerus siegberti.
Вид назван в честь биолога и сына автора первоописания Mag. Fritz Gusenleitner, куратора Oberosterreichischen Landesmuseum. Взрослые самки охотятся на личинок насекомых для откладывания в них яиц и в которых в будущем появится личинка осы.